# 爆炸性武器
爆炸性武器是使用高爆炸藥從爆炸點投射爆炸產生的碎片之武器。
按照各國的慣例，爆炸性武器一般屬於軍隊，在武裝衝突的情況下使用，很少用於維護國內治安。
當爆炸性武器無法按設計發揮作用時，它們通常會被當作未爆炸彈藥。

## 分類
爆炸性武器按製造方法可分為爆炸性彈藥和簡易爆炸裝置。某些類型的爆炸性彈藥和許多簡易爆炸裝置有時被稱為“炸彈”。
某些類型的爆炸性武器可歸類為輕武器（例如手榴彈、榴彈發射器、火箭彈發射器、反戰車飛彈、可攜式防空飛彈和口徑小於100毫米的迫擊砲）。許多爆炸性武器，例如航空炸彈、多管火箭炮、火砲和大型迫擊砲，都被歸類為重型武器。

## 人道主義影響
聯合國秘書長對“爆炸性武器的人道主義影響，特別是在人口稠密地區使用時所產生的影響”表示日益擔憂。紅十字國際委員會主席雅各布·克倫貝格爾指出，紅十字國際委員會2009年在加薩走廊和斯里蘭卡的行動鮮明地說明了在人口稠密地區進行軍事行動可能造成的毀滅性人道後果，特別是在使用重型或高爆炸性武器時。”
據英國一個非政府組織稱，當在人口稠密地區使用爆炸性武器時，絕大多數直接傷亡者是平民（2012年為91%）。
該非政府組織還表示，全球範圍內自殺式爆炸和引爆簡易爆炸裝置的發生率急劇增加。他們的數據顯示，截至2013年的三年裡，因自殺式炸彈和其他簡易爆炸裝置而死或受傷的平民人數增加了70%。